# Schottenstein Stores
Schottenstein Stores Corp., gevestigd in Columbus, Ohio, is een houdstermaatschappij voor verschillende ondernemingen van de familie Schottenstein. Jay Schottenstein en zijn zonen Joey Schottenstein, Jonathan Schottenstein en Jeffrey Schottenstein zijn de belangrijkste aandeelhouders van het bedrijf.

## Retailbelangen
Schottenstein Stores bezit belangen in:
- DSW
- American Signature Furniture
- 15% van American Eagle Outfitters
- SB360 Capital Partners
- meer dan 50 winkelcentra
- 5 fabrieken die schoenen en meubels produceren.

- Wehmeyer in Duitsland
- Cold Stone Creamery
- The Mazel Company
- Gidding-Jenny
- Shiffren Willens juwelierszaken
- Sara Fredericks boetieks

Schottenstein was eigenaar van de discountwarenhuisketen Value City.
In 2006 kocht een consortium van investeerders, waaronder Schottenstein Stores, 655 winkels van supermarktketen Albertson's.

## Merken
Schottenstein Stores bezit de rechten op verschillende merken, waaronder Bugle Boy (aangekocht in 2001), Cannon, Royal Velvet, Charisma, Fieldcrest, J. Peterman, delia's, SB Premier Brands en Leslie Fay.